# Droga wojewódzka 724
Die Droga wojewódzka 724 (DW 724) ist eine 27 Kilometer lange Droga wojewódzka (Woiwodschaftsstraße) in der polnischen Woiwodschaft Masowien, die Warszawa mit Góra Kalwaria verbindet. Die Strecke liegt in der kreisfreien Stadt Warszawa und im Powiat Piaseczyński.

## Streckenverlauf
Woiwodschaft Masowien, Kreisfreie Stadt Warszawa
-  Warszawa (Warschau) (A 2, S 2, S 79, DK 2, DK 7, DK 8, DK 17, DK 61, DK 79, DW 580, DW 629, DW 631, DW 633, DW 634, DW 706, DW 711, DW 717, DW 719, DW 801, DW 898)

Woiwodschaft Masowien, Powiat Piaseczyński
-  Konstancin-Jeziorna (DW 721)
- Łyczyn
-  Słomczyn (DW 734, DW 868)
-  Turowice (DW 734)
- Kawęczyn
- Brześce
- Moczydłów
-  Góra Kalwaria (Kalvarienberg) (DK 50, DK 79, DW 680, DW 739, DW 769)